# Mexikanische Badmintonmeisterschaft 1978
Die Mexikanische Badmintonmeisterschaft 1978 fand Ende 1978 in Mexiko-Stadt statt.

## Sieger und Finalisten
| Disziplin    | Gold                                | Silber                                             |
| ------------ | ----------------------------------- | -------------------------------------------------- |
| Herreneinzel | Roy Díaz González                   | José Manuel Icaza López                            |
| Dameneinzel  | María Esther Luna Felix             | Susana Zenea                                       |
| Herrendoppel | Jorge Palazuelos Roy Díaz González  | Ricardo Jaramillo Victor Jaramillo                 |
| Damendoppel  | Monica Rivera María Antonieta Rivas | María Esther Luna Felix María de la Paz Luna Félix |
| Mixed        | Hector Casillas Carolina Pizarro    | Antonio Vessi Monica Rivera                        |